# Cam Fowler
Cameron Matthew Fowler (Windsor, 5 dicembre 1991) è un hockeista su ghiaccio canadese naturalizzato statunitense che gioca come difensore nella National Hockey League con gli Anaheim Ducks. Fu selezionato in dodicesima posizione assoluta dai Ducks nell'NHL Entry Draft 2010. A livello internazionale milita per gli Stati Uniti.

## Carriera

### Giovanili
Fowler nacque a Windsor, in Canada, da padre canadese e madre statunitense, in possesso quindi della doppia cittadinanza. Nel novembre 2008 in una dichiarazione di intenti ufficiale Fowler si dichiarò propenso ad iscriversi alla Università di Notre Dame. Anche la squadra dell'USA Hockey National Team Development Program (USNTDP) si dichiarò interessata al giocatore.
Nonostante l'interessamento dei Kitchener Rangers, squadra della Ontario Hockey League, Fowler accettò di militare per due stagioni nella selezione statunitense dell'USNTDP. Dopo aver rotto l'accordo già raggiunto con Notre Dame Fowler scelse di disputare la stagione 2009-2010 in OHL con i Windsor Spitfires, con la convinzione che la OHL lo avrebbe formato meglio in vista della carriera in National Hockey League. Fowler si rivelò uno dei migliori difensore della lega dal punto di vista realizzativo, totalizzando 55 punti in altrettante partite. Nei successivi playoff fu autore di altri 14 punti, conquistando con i Windsor Spitfires il secondo titolo consecutivo della OHL. Poche settimane dopo si imposero anche nella Memorial Cup come migliore squadra della Canadian Hockey League.

### National Hockey League
Alla fine della stagione l'NHL Central Scouting Bureau posizionò Fowler al quinto posto fra i migliori prospetti di formazione nordamericana in vista dell'NHL Entry Draft 2010. Fu paragonato per gioco espresso ai difensori della NHL Chris Pronger e Dion Phaneuf, nonostante una lieve carenza a livello fisico rispetto ai due. Nonostante le attese Fowler dovette aspettare la chiamata numero dodici da parte degli Anaheim Ducks.
Fowler fu subito impiegato nel ruolo di titolare nella difesa di Anaheim a partire dalla stagione 2010-2011. La prima rete in carriera in NHL giunse il 17 ottobre 2010 contro Jason LaBarbera, portiere dei Phoenix Coyotes. Fu selezionato nella stessa stagione per prendere parte all'NHL All-Star Game nel Rookie team. Nei playoff 2011 segnò una rete nella serie persa per 4-2 contro i Nashville Predators. Nell'estate del 2012 raggiunse un accordo per il rinnovo del proprio contratto fino al termine della stagione 2017-18.

### Nazionale
Durante le due stagioni trascorse nel team di sviluppo di USA Hockey Fowler disputò il World U-17 Hockey Challenge del 2008 conquistando la medaglia d'argento. L'anno successivo con la nazionale U18 conquistò il campionato mondiale U18, torneo in cui fu selezionato come miglior difensore e membro dell'All-Star team.
Nel corso della stagione con i Windsor Spitfires prese parte al mondiale U20 2010 e vinse un'altra medaglia d'oro grazie al successo sui padroni di casa del Canada per 6-5 all'overtime. Nel 2011 esordì in nazionale maggiore al campionato mondiale disputato in Slovacchia, e fu convocato di nuovo anche l'anno successivo, totalizzando complessivamente 8 punti in 15 partite. Ha fatto poi parte della spedizione olimpica a Soči 2014.

## Palmarès

### Club
- Ontario Hockey League: 1

Windsor: 2009-2010
- Memorial Cup: 1

Windsor: 2010

### Nazionale
- Campionato mondiale di hockey su ghiaccio Under-20: 1

Canada 2010
- Campionato mondiale di hockey su ghiaccio Under-18: 1

Stati Uniti 2009

### Individuale
- Campionato mondiale di hockey su ghiaccio Under-18 All-Star Team: 1

Stati Uniti 2009
- Miglior difensore del Campionato mondiale di hockey su ghiaccio Under-18: 1

Stati Uniti 2009
- CHL Memorial Cup All-Star Team: 1

2010
- OHL All-Star Game: 1

2010